# بخش کاپیتال (سالتا)
بخش کاپیتال (به اسپانیایی: Departamento de la Capital) یک منطقهٔ مسکونی در آرژانتین است که در استان سالتا واقع شده‌است. بخش کاپیتال ۱٬۷۲۲ کیلومتر مربع مساحت و ۵۳۵٬۳۰۳ نفر جمعیت دارد.